# Odemira

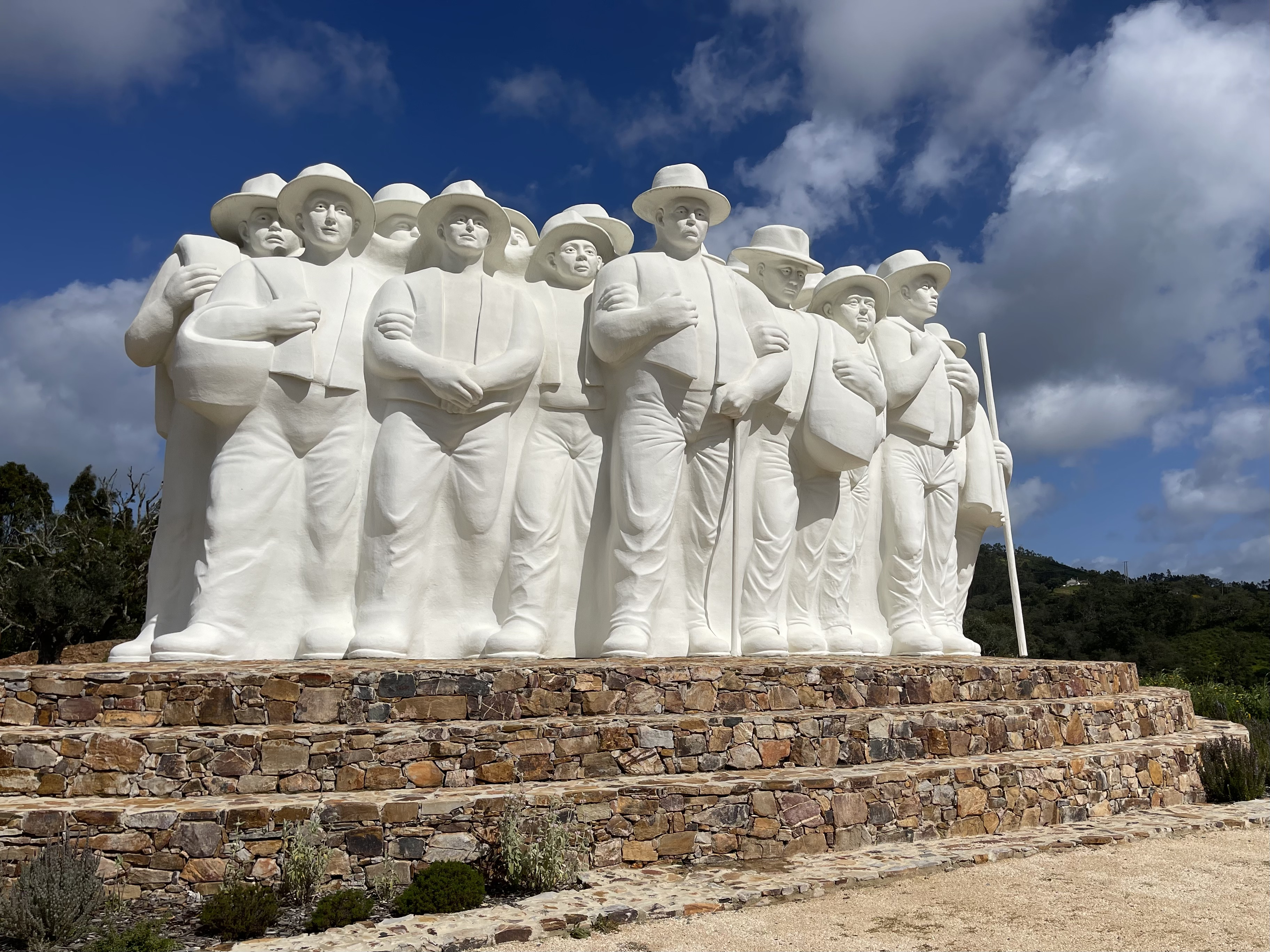
Monument ter ere van cante alentejano in Odemira.

Odemira is een plaats en gemeente in het Portugese district Beja.
De gemeente heeft een totale oppervlakte van 1721 km² en telde 26.106 inwoners in 2011. Odemira is qua oppervlakte de grootste Portugese gemeente op het vasteland.
De hoofdplaats Odemira ligt in een bocht van de Mira (rivier), niet ver van de Atlantische kust. Op de grondvesten van het voormalige kasteel is nu een openbare bibliotheek gevestigd met gratis internet. Andere bezienswaardige plekken zijn de twee kerken (Santa Maria en São Salvador), de brug over de Mira en de kades.
De gemeente bestaat uit 17 freguesias verspreid over een uitgestrekt heuvellandschap met eucalyptus-, dennen- en kurkeikenbossen. Er is ook een natuurcamping, Corgo do Pardieiro. Aan de kust liggen de plaatsen Vila Nova de Milfontes, Almograve en Zambujeira do Mar waar het in de zomer druk is met toeristen en surfers. Daar zijn ook een aantal (drukke) campings. Meer het heuvelige binnenland in is accommodatie te vinden in de buurt van Amoreiras Gare. Daar is ook het dichtstbijzijnde treinstation.
Sinds 2022 staat in Odemira een monument ter ere van cante alentejano, een muziekstijl uit Alentejo.

## Plaatsen in de gemeente
- Amoreiras Gare
- Bicos
- Boavista dos Pinheiros
- Colos
- Longueira / Almograve
- Luzianes-Gare
- Pereiras-Gare
- Relíquias
- Sabóia
- Santa Clara-a-Velha
- Santa Maria (Odemira)
- São Luís
- São Martinho das Amoreiras
- São Salvador (Odemira)
- São Teotónio (Odemira)
- Vale de Santiago
- Vila Nova de Milfontes
- Zambujeira do Mar

Aljustrel · Almodôvar · Alvito · Barrancos · Beja · Castro Verde · Cuba · Ferreira do Alentejo · Mértola · Moura · Odemira · Ourique · Serpa · Vidigueira